# Premio Compasso d'oro 2004
Il premio Compasso d'oro 2004 è stata la 20ª edizione della cerimonia di consegna del premio Compasso d'oro, la prima volta viene consegnato anche il Premio Speciale Europeo.

## Giuria
La giuria era composta da:
- Tomás Maldonado
- Fulya Erdemci
- Robert Fitzpatrick
- Yutaka Mino
- Pietro Petraroia
- Richard Sapper
- Angela Schönberger
- Tomàš Vlček

## Premiazioni

### Compasso d'oro
| Designer                                                         | Prodotto                                                                         | Azienda                               | Immagine |
| ---------------------------------------------------------------- | -------------------------------------------------------------------------------- | ------------------------------------- | -------- |
| Lorenzo Gecchelin                                                | Spremiagrumi - Serie LaTina                                                      | Fratelli Guzzini                      |          |
| Herzog & De Meuron                                               | Pipe                                                                             | Artemide                              |          |
| Brembo Technical Department                                      | Impianto frenante                                                                | Brembo                                |          |
| Fausto Colombo e Lorenzo Forges Davanzati                        | Boma                                                                             | Consorzio Arredo Urbano               |          |
| Centro Stile Fiat con Stile Bertone (esterni), I.De.A. Institute | Nuova Panda                                                                      | Fiat Auto                             |          |
| Toyo Ito                                                         | Ripples                                                                          | Horm                                  |          |
| Giorgetto Giugiaro/Italdesign Giugiaro                           | Brera Concept                                                                    | Alfa Romeo                            |          |
| Monica Fumagalli e Giancarlo Iliprandi                           | l'Arca                                                                           | l'Arca Edizioni                       |          |
| Isao Hosoe con Peter Solomon                                     | Onda                                                                             | Luxit                                 |          |
| Eoos Design con Ugolini Design                                   | Kube                                                                             | Matteo Grassi                         |          |
| Bruno Rainaldi                                                   | Ptolomeo                                                                         | Moco (Opinion Ciatti)                 |          |
| Harri Koskinen                                                   | Muu                                                                              | Montina                               |          |
| Zelig                                                            | Manuale e sistema di identità visiva della Soprintendenza Archeologica di Pompei | Soprintendenza Archeologica di Pompei |          |
| Pierluigi Cerri e Alessandro Colombo (Studio Cerri & Associati)  | Naòs System                                                                      | Unifor                                |          |
| Wally con Serena Anibaldi                                        | Tiketitoo                                                                        | Wally                                 |          |
| Guido Canali                                                     | Parmigianino e il Manierismo europeo                                             | Lucia Fornari Schianchi               |          |

### Compasso d'oro alla carriera
- Flou
- Piaggio
- Maddalena De Padova

### Premio speciale europeo
- Rolf Fehlbaum

### Premio speciale per i 50 anni del Compasso d'Oro
- Giulio Castelli[2]